# Гаргары
Гаргары (др.-греч. Γαργαρεῖς (Gargareîs)) — одно из племён Кавказской Албании; по предположению К. В. Тревер, наиболее культурное и ведущее из племён, населявших это раннесредневековое государство. А. Майор отождествляет гаргаров с ингушами. Исследователи горцев Ю. Д. Дешериев, П. И. Крупнов полагают в гаргарейцах чеченцев и ингушей. По другой версии их связывают с цахурцами и рутулами.
Согласно российской энциклопедии Народы и религии мира: Энциклопедия, гаргары наряду с албанами, утиями, каспиями и легами участвовали в этногенезе азербайджанцев.

## Сведения о гаргарах
Название этого племени зафиксировано уже в трудах Страбона. Гаргары, вероятно, жили к востоку от алуанской провинции Утик. Этноним «гаргар», зафиксированный армянскими авторами, выступает в первой половине I тыс. н. э. параллельно с этнонимом «албан».

## История
Во II веке до н. э. гаргары обитали на правобережье Куры, когда армянский царь Арташес I присоединил эту область к Армении. Гаргары, а также обитавшие здесь племена шаки и утии, будучи раздробленными, не смогли воспрепятствовать захвату их земель. В III веке н. э. гаргары переселились с Кавказских гор в равнинную область (современная Карабахская степь), откуда часть их, по предположениям Тревер, вообще не уходила.
Гаргары были самым значительным по численности племенем, на что указывают многие исследователи. О гаргарах и амазонках подробно писал древнегреческий географ Страбон. По мнению К. В. Тревер, возможно, упоминаемые древними авторами «амазонки» — это искажённый этнический термин «алазоны», то есть обитатели местности по р. Алазани, у которых пережитки матриархата могли сохраняться несколько дольше, чем у других кавказских народов. Термин может обозначать «кочевники» (от глагола «бродить», «скитаться», «блуждать»), то есть кочевые племена, быть может, из состава гаргаров.
Агванский («гаргарейский») язык является единственным известным языком Албании. Письменность для этого языка была, согласно Мовсесу Каганкатваци, создана Маштоцем при помощи албанского епископа Анания и переводчика Вениамина.
По мнению немецких кавказологов Йоста Гипперта и Вольфганга Шульце, большинство гаргар, живших на востоке алуанской провинции Утик, либо позже мигрировали на север от реки Алазани, либо ассимилировались, в основном тюркоязычным населением современного Азербайджана.
На территории Восточного Закавказья этноним «гаргар» появляется в нескольких областях: в юго-восточной части Ширванской равнины, на правобережье р. Куры, в Мильской степи, северо-восточном предгорье Керавнийских гор. Выходит, что гаргары-амазонки населяли почти всю территорию Восточного Закавказья.
Исследователи утверждают, что на базе гаргарского языка в V веке был создан албанский алфавит.

## Топонимы
Известный дагестанский историк М. С. Гаджиев отмечает, что в Южном Дагестане расположена гора, носящая название Гаргара, имеются тухумы, носящие имя гаргарар.
По одной из версий, от этнонима албанского племени гаргаров происходит название реки «Каркарчай». Название может иметь связь с армянским топонимом «daštn Gargarac‘owc‘», региону, юго-восточнее от центральной части реки Кура.